# Hreada, Jovkva
Hreada (în ucraineană Гряда) este localitatea de reședință a comunei Hreada din raionul Jovkva, regiunea Liov, Ucraina.

## Demografie
Componența lingvistică a localității Hreada
     Ucraineană (99,67%)
     Alte limbi (0,33%)
Conform recensământului din 2001, majoritatea populației localității Hreada era vorbitoare de ucraineană (99,67%), existând în minoritate și vorbitori de alte limbi.